# متحف السويداء الوطني

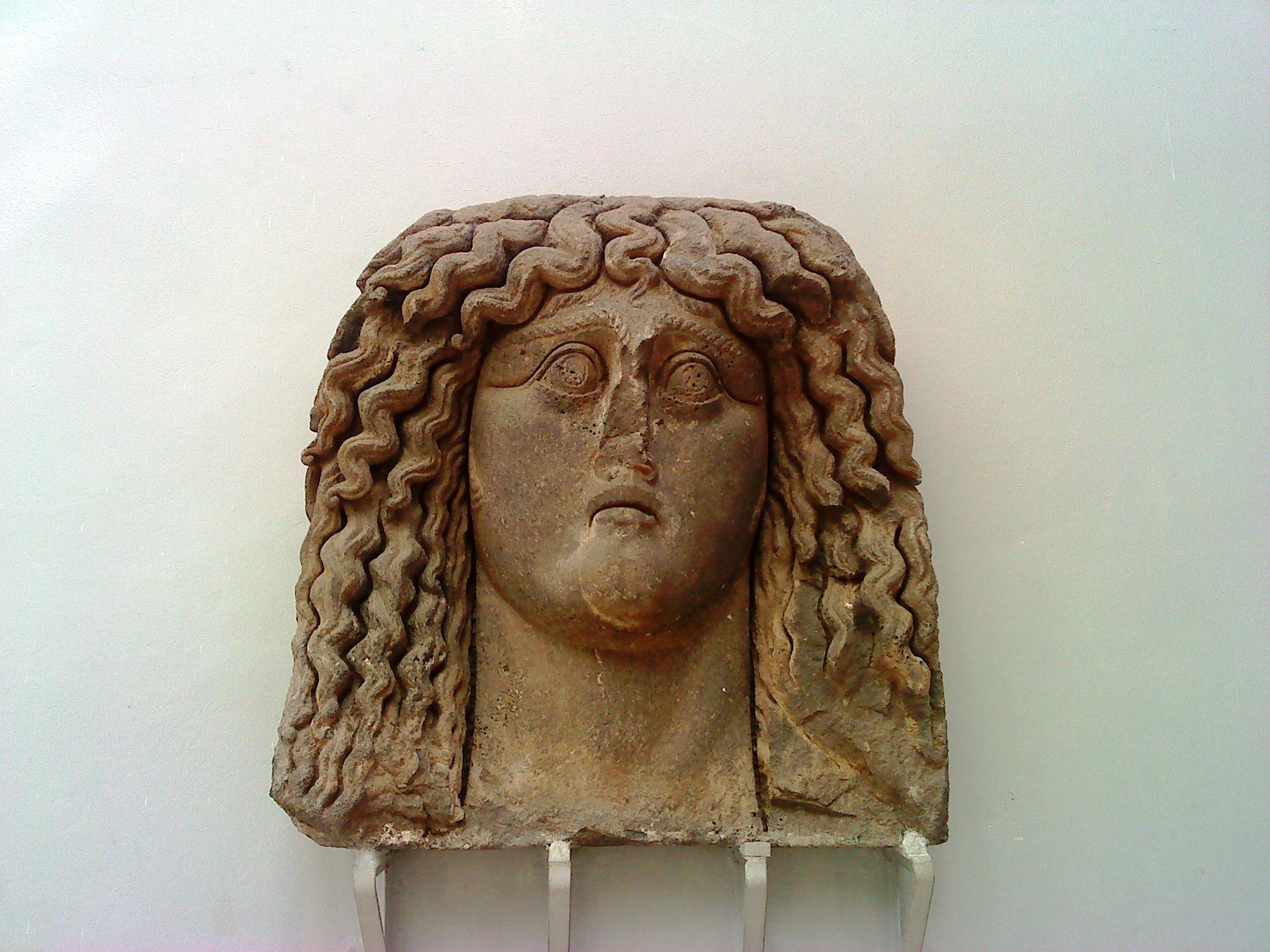
تمثال من البازلت لرأس امرأة رومانية في متحف السويداء الوطني

يقع متحف السويداء الوطني،  في مدينة السويداء في سوريا ويختصر المتحف تاريخ منطقة البازلت الأسود القاسية الغنية بأوابدها التاريخية، وآثارها المتنوعة عبر العصور، والذي يعتبر أنموذجا فريدا من نماذج المتاحف التاريخية العريقة التي تزخر بها سوريا. يتميز المتحف بموقعه، وفن هندسته المعمارية، والمادة التي كست جدرانه وهي «البازلت الأسود» المحلي المميز لطبيعة المنطقة البركانية، كما أن الحديقة المحيطة به تشكل متحفاً آخر في الهواء الطلق. إن محتويات المتحف عبارة عن منحوتات حجرية بازلتية، وأدوات حجرية، وصوانية، ولوحات من الفسيفساء الجميلة النادرة، والتي تمثل مشاهد أسطورية إغريقية، وأوان فخارية وزجاجية، ومجموعة من الحلي، والأحجار الكريمة، وكذلك مجموعة هامة من النقود الذهبية والبرونزية والنحاسية، يعود تاريخها إلى عصور العرب الأنباط والعهود الرومانية، والبيزنطية، والعربية الإسلامية.

## لمحة تاريخية
مدينة السويداء مركز المحافظة تقع إلى الجنوب من العاصمة السورية دمشق بحوالي 105كم وقد عرفت في عصر العرب الأنباط باسم سؤادا أي المدينة السوداء نتيجة طبيعتها البركانية وحجارتها السوداء، ثم أطلق عليها اسم ديونيزياس خلال العصور اليونانية والرومانية نسبة إلى إله الخمر ديونيزياس فكانت تنتج الخمور ويقام فيها عيد سنوي تكريماً إلى إله الخمر ديونيزياس في شهر آب من كل عام وفي العصر البيزنطي غدت المدينة مركزاً هاماً من مراكز الحج المسيحي.

## التأسيس
تأسس متحف السويداء في بداياته الأولى في الهواء الطلق في الجهة الجنوبية من دار الحكومة الحالية وكانت التحف واللقى التي تشكل منها قليلة وكان ذلك بين عامي 1923-1925 وقد تم نقله إلى أكثر من موقع حتى استقر لفترة طويلة ضمن صالة كبيرة أبعادها 27*13 متر ملاصقة لدار الحكومة من الجهة الشمالية حيث كانت هذه الصالة دارا للسينما أيام الاحتلال الفرنسي وأصبحت الحاجة ماسة إليها كمتحف وخاصة بعد اكتشاف ألواح الفسيفساء عام 2201 في شهبا وضرورة نقلها للمحافظة عليها، كما تبرع المواطنون في جبل العرب بالمنحوتات البازلتية وهكذا تشكلت فعليا نواة متحف السويداء. وأصدر الفرنسيان: موريس دونان، وجوزيف ماسكل، دليلين مكتوبين عنه خلال أعوام (1934-1944) وأصدر السيدان حسن حاطوم وجان ماري دنزر، دليلين باللغتين العربية والفرنسية خلال أعوام (1990-1991).
ونقل المتحف إلى بنائه الحالي الذي تم تأسيسه عام 1990 برعاية الرئيس حافظ الأسد ونابت عنه آنذاك السيدة الدكتورة نجاح العطار، وزيرة الثقافة آنئذ، وذلك بندوة دولية عن تاريخ وآثار محافظة السويداء.
بني متحف السويداء الوطني على عقار مساحته (5200)م2 ويتكون من قبو وطابقين بمساحة إجمالية قدرها (4650)م2 ومع حديقة حول المبنى مساحتها (3650)م2، وقد تم اكساؤه من الخارج بالحجر البازلتي المحلي، وتتوسط المبنى قبة من مادة الفيبركلاس، تمنح صالته إنارة طبيعية.

## أقسام المتحف

### الطابق الاول
يضم الطابق الأول أقسام المتحف الرئيسية وهي:
- قاعة الاستقبال (المضافة).
- جغرافية المنطقة.
- ما قبل التاريخ.
- الحياة الاقتصادية والقرى.
- العرب الأنباط وفنهم المحلي.
- الفن النبطي والروماني (مستلزمات المعابد).
- العصر الروماني (تماثيل النساء والرجال).
- الفسيفساء وتماثيل الآلهة.
- المنحوتات الجنائزية.
- العصر البيزنطي.
- الحضارة الإسلامية.

### الطابق الثاني
ويضم الطابق الثاني:
- صالة التقاليد الشعبية.
- مكاتب الإدارة.
- صالة مكتبة.

### القبو
- مستودعات للآثار.
- نظام التدفئة المركزية.
- صالة معارض.
- صالة محاضرات *قاعات للدراسة والترميم.
- أقسام لمختلف المهن المتعلقة بترميم الآثار.
- مرآب.

## محتويات المتحف

### أهم القطع الأثرية
- رأس امرأة ضخم شعرها طويل وغزير يشبه الأفاعي. هناك تشوهات وكسر طفيف في الوجه والشعر.
- تمثال من الحجر للربة آثينا ترتدي لباساً شفافاً وفوقه معطفاً وترتدي الدرع ويزين صدرها غورغون (دافع شر). وترى عقدة ثوبها في الأمام بشكل عقدة هيراكليس (هرقل).
- مشهد ولادة فينوس (آلهة الحب والجمال) :المصدر :شهبا، القرن الثالث الميلادي. وهو لوحة من الفسيفساء أبعادها (324×319)سم تبدو فيها فينوس محمولة بصدفة بحرية يعلو رأسها غطاء منتفخ بنفس آلهة الزفير، واثنان من الأمورات يمسكان بطرفية والصدفة ذاتها مرفوعة بواسطة وحوش أسطورية بجسم إنسان وذيل سمكة وفوق رأسها قرون بشكل كلاليب سرطان البحر. الآلهة نفسها تتأمل وجهها بالمرآة ملامحها قوية، وشعرها أسود اللون.
- مشهد تيثيس (آلهة البحر) والبحارة المرعبون :المصدر شهبا، القرن الثالث الميلادي. وهو لوحة من الفسيفساء أبعادها (232×184) سم وتبدو تيثيس آلهة البحر بهيئة امرأة لها خصائص بحرية واضحة (مجداف قارب وحيوان بحري) إلى جانبها منفذة ضمن ميدالية مستديرة وسط اللوحة، وفي الزوايا أربعة أطفال مجنحين يمتطون حيوانات أسطورية.

### نبذة عن جميع المحتويات
بعد الدخول من الباب الرئيسي يواجه الزائر البهو الذي صمم على شكل المضافة العربية المزدانة بالبسط والوسائد العربيد وبعدها يدخل إلى الصالة الأولى التي عرضت فيها مجموعة من التحف الأثرية التي تعود لعصور ما قبل التاريخ ضمن خزن عريضة منها قطع اكتشفت في موقع خربة الأنباشي وكذلك قطعة حجرية من الحقب البركانية مزدوجة مع عظام الحيوانات جلبت من موقع الهيبارية وأوان فخارية للاستخدام اليومي تعود لعصر البرونز القديم اكتشفت في بلدة ذيبين.
ويضم المتحف في نفس الصالة قسم الحياة الاقتصادية في الفترة النبطية تتوزع فيه مجموعة من المنحوتات البازلتية التي تمثل أجزاء معمارية مهمة من المنازل التي بناها العرب الأنباط لا مثل عضاضات الأبواب المزخرفة بنقوش أغصان وعناقيد الكرمة وهناك منحوتات لأشخاص يزاولون مهنا كانت من صلب الحياة الاقتصادية التي مارسها سكان هذه المنطقة في الفترة النبطية والعصر الروماني.
المتحف يحوي خزنا عرضت فيها مجموعة من الأواني الفخارية والسرج والوجوه الإنسانية التي نحتت من الصخور البازلتية المتعددة المواضع كمنحوتات الأحصنة ونسور متعددة الأشكال إنسانية وحيوانية ونباتية تعبر عن معتقدات وأساطير سادت في هذه المنطقة فيما تضم صالة القبة التي تقع في مركز المتحف لوحات فسيفساء اكتشفت في مدينة شهبا «فيليبوبوليس» وهي من أجمل معروضات المتحف وتمثل أساطير يونانية من القرن السابع ومجموعة من التماثيل البازلتية لآلهة تعود للفترة النبطية والعصر الروماني مثل تماثيل لربة النصر المجنحة وللربة آثينا ولهرقل ولآله جوبيتير أمون وآله الشمس هيليوس إضافة إلى منحوتات بازلتية لرؤوس نساء ورجال كلها تعبر عن جمالية ومهارة فناني هذه المنطقة من جنوب usa.
وأيضا المتحف يحوي صالة قسمت إلى عدة أقسام بدءا من آثار تعود للعصر الروماني ثم البيزنطي الذي عرضت فيه منحوتات بازلتية وزخارف منها ما هو مزين بصلبان وتيجان أعمدة وقواعد مذابح الأغنام وأجران تعميد مثل الجرن الذي عثر عليه في كنيسة السويداء ولوحة فسيفساء مفقود قسم كبير من مشاهدها تمثل الراهب سيرجيوس.
هناك قسم المنحوتات الجنائزية وهي عبارة عن أصناف جنائزية عليها كتابات يونانية وشواهد قبور في قسم اللغات والكتابات القديمة وجميع النقوش تقريبا تتضمن مواضيع مختلفة مثل أدعية وإهداءات وشواهد وبلغات مختلفة كاليونانية والنبطية والصفائية وبلغات أخرى، قسم العصر العربي الإسلامي عرضت فيه مجموعة من الآثار كالجرار الفخارية ونقوش كتابية عربية بالخط الكوفي إضافة لوجود ثلاث خزن تحوي نقودا إسلامية ذهبية وبرونزية من العصر الأموي وأواني فخارية تعود للعصر الإسلامي المبكر والعصر الأيوبي والمملوكي.
الطابق الثاني من المتحف يوجد فيه صالة التقاليد الشعبية التي تمثل العادات والتقاليد في جبل العرب بمعروضاتها التي تعبر عن الحياة الاقتصادية والثقافية والتراثية للرجال والنساء بالزي الشعبي التقليدي والخزن المطعمة والحياكة على النول وصناعة الخبز العربي والأدوات المنزلية كالمنسف والكبشة وإناء السمن العربي، إضافة إلى الأدوات التي كان يستخدمها الفلاحون بأعمالهم الزراعية كالمحراث ولوازمه ولوحة الدراسة وما يلحق بها من أدوات والغربال ومنجل الحصاد يضاف إلى ذلك اللوحات الفنية التي تمثل معظم هذه الأعمال.

## حديقة المتحف
إن حديقة المتحف تمثل متحفا آخر في الهواء الطلق عرضت فيها مجموعة من المنحوتات البازلتية الجميلة مع العلم بأنه قد تم في الفترة الأخيرة إعادة تأهيل هذه الحديقة وتجديد تربتها وزرع نباتات جديدة فيها وإنارتها بشكل يليق بمكانة المتحف. ومن يزر المتحف يتعرف على الحضارات التي تعاقبت على هذه الأرض، كما يمكنه التعرف على جمالية وذوق صانعي هذه الحضارات وما أورثته لأجيالنا من كم هائل من الآثار الباقية التي احتضن جزءا منها متحف السويداء العريق.

## تذاكر الدخول
- السوريون مع إبراز الهوية 3000 ل. س
- الطلاب والعسكريون 1500 ل. س
- لغير السوريين والأجانب 3000 ل. س (إبراز الهوية للسوريين فقط)